# Rudy Hartono

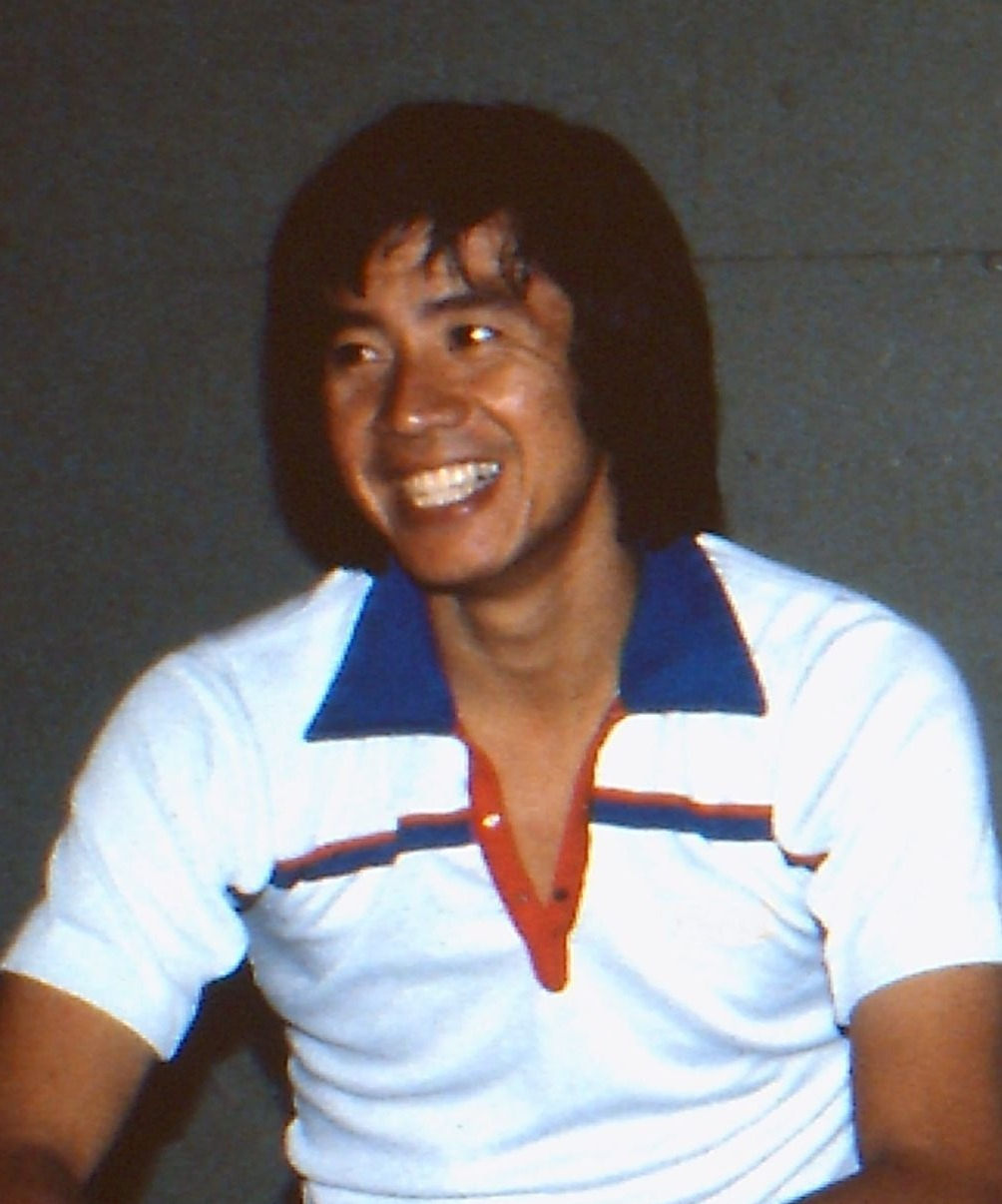
Rudy Hartono, ca. 1980

Rudy Hartono Kurniawan  (* 18. August 1949 in Surabaya, vormals Nio Hap Liang bzw. Liang Hailiang) ist ein ehemaliger indonesischer Badmintonspieler. Utami Dewi ist seine Schwester. Rudy Hartonos und Christian Hadinatas Ehefrauen, Yoke Anwar und Jane Anwar, sind Schwestern. Zulkarnain Kurniawan war sein Vater.

## Karriere
Rudy Hartono war einer der bedeutendsten Akteure in dieser Sportart in den 1970er und 1980er Jahren. Hartono ist Rekordeinzeltitelträger der All England, den damaligen inoffiziellen Weltmeisterschaften. Er gewann von zehn Endspielen acht, verlor nur 1975 gegen Svend Pri und 1978 gegen Liem Swie King.
1967, 1970, 1973, 1976 und 1979 siegte er mit dem indonesischen Team im Thomas Cup, 1982 wurde er mit der Mannschaft Zweiter. Bei Olympia 1972, wo Badminton als Demonstrationssportart ausgetragen wurde, gewann er das Finale gegen Dauerrivalen Svend Pri. Als Höhepunkt seiner Karriere gewann er den Weltmeistertitel im Herreneinzel 1980.

## Erfolge
| Saison    | Veranstaltung           | Disziplin    | Platz | Name                         |
| --------- | ----------------------- | ------------ | ----- | ---------------------------- |
| 1968      | All England             | Herreneinzel | 1     | Rudy Hartono                 |
| 1969      | Canada Open             | Herreneinzel | 1     | Rudy Hartono                 |
| 1969      | US Open                 | Herreneinzel | 1     | Rudy Hartono                 |
| 1969      | All England             | Herreneinzel | 1     | Rudy Hartono                 |
| 1970      | Asienspiele             | Herrendoppel | 3     | Rudy Hartono / Indra Gunawan |
| 1970      | All England             | Herreneinzel | 1     | Rudy Hartono                 |
| 1970/1971 | Denmark Open            | Herreneinzel | 1     | Rudy Hartono                 |
| 1971      | All England             | Herreneinzel | 1     | Rudy Hartono                 |
| 1971      | Canada Open             | Herreneinzel | 1     | Rudy Hartono                 |
| 1971      | All England             | Herrendoppel | 2     | Rudy Hartono / Indra Gunawan |
| 1972      | Olympia (Demonstration) | Herreneinzel | 1     | Rudy Hartono                 |
| 1972      | All England             | Herreneinzel | 1     | Rudy Hartono                 |
| 1972/1973 | Denmark Open            | Herreneinzel | 1     | Rudy Hartono                 |
| 1973      | All England             | Herreneinzel | 1     | Rudy Hartono                 |
| 1974      | All England             | Herreneinzel | 1     | Rudy Hartono                 |
| 1974/1975 | Denmark Open            | Herreneinzel | 1     | Rudy Hartono                 |
| 1975      | All England             | Herreneinzel | 2     | Rudy Hartono                 |
| 1976      | All England             | Herreneinzel | 1     | Rudy Hartono                 |
| 1978      | All England             | Herreneinzel | 2     | Rudy Hartono                 |
| 1980      | Swedish Open            | Herreneinzel | 2     | Rudy Hartono                 |
| 1980      | Weltmeisterschaft       | Herreneinzel | 1     | Rudy Hartono                 |
| 1981      | Japan Open              | Herreneinzel | 1     | Rudy Hartono                 |